# 2. veljače u Drugom svjetskom ratu
Drugi svjetski rat po nadnevcima: 2. veljače u Drugom svjetskom ratu.

### 1943.
- Završena bitka za Staljingrad u kojoj je Crvena armija zarobila 91.000 njemačkih vojnika.[nedostaje izvor]